# Kangavar
Kangavar (persa: كنگاور; kurdo: کهنگاوه; también romanizado como Kangāvar)[2] es una ciudad y capital del condado de Kangavar, provincia de Kermanshah, Irán. En el censo de 2006, su población era de 48.901 habitantes, con 12.220 familias.
Kangavar se encuentra en la parte más oriental de la provincia de Kermanshah, en la moderna carretera de Hamadán a Kermanshah, idéntica al trazado de la Ruta de la Seda, situada a una distancia de unos 75 km de Hamadán y 96 km de Kermanshah.

## Historia

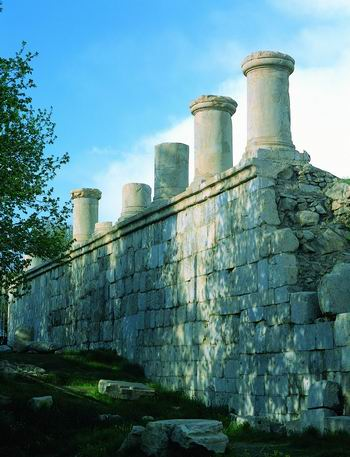
Columnas de los restos del templo de Anahita.

Kangavar fue mencionada por Isidoro de Cárax en el siglo I, con el nombre de "Konkobar" o "Concobar" (griego: Κογκοβάρ) en la antigua provincia de Ecbatana (la moderna Hamadán). En la antigüedad, la ciudad se encontraba en Media, con un templo de Artemisa (Isidor. Char. p. 7; Tab. Pent.; Geogr. Rav.).
En la actualidad, la ciudad es más conocida por los restos arqueológicos de un edificio mixto de estilo sasánida y aqueménida. Durante el siglo XIX y principios del XX, las ruinas se utilizaron indebidamente como fuente de material de construcción para la ciudad en expansión. Las excavaciones comenzaron en 1968, cuando "la gran estructura con sus grandes columnas sobre una alta plataforma de piedra" se asoció con un comentario de Isidoro de Cárax, que se refiere a un "templo de Artemisa" ("Estaciones párticas") en "Concobar", en la Baja Media, en la ruta comercial terrestre entre el Levante y la India. Las referencias a Artemisa en Irán suelen interpretarse como referencias a Anahita, por lo que el "templo de Artemisa" de Isidoro pasó a entenderse como una referencia a un templo de Anahita.
Aunque se ha elaborado un plano general del complejo, sigue siendo insuficiente para conocer la función y la forma de la terraza y de los edificios que allí se alzaban. Dada la falta de pruebas arqueológicas de un edificio similar a un templo, "es dudoso que el [templo señalado por Isidoro] sea idéntico a las ruinas de Kangāvar. Isidoro describió evidentemente otro templo del siglo I, en algún lugar de la región de Congobar (Kangāvar) o en el lugar de la plataforma posterior, que, según los resultados de la excavación, parece construida en época sasánida".